# 千禧年星圖
千禧年星圖是由天空與望遠鏡的Roger Sinnott率領的團隊，和歐洲太空總署（ESA）依巴谷衛星計畫主持人迈克尔·佩里曼率領的團隊，合作製作的星圖。它是首度包含依巴谷衛星和第谷目錄資料的星圖集，擴充先前製作上限至10-11星等的星圖，使其具備完整性和統一性。
它看起來是一個獨立的出版品，有如17卷依巴谷衛星星表中的3卷。
- 在1548張圖中包含100萬顆來自依巴谷衛星和第谷-1目錄資料，3倍於之前任何一個版本的星圖
- 超過8,000個包括排列方向的星系、許多亮星雲和暗星雲的輪廓、疏散星團和球狀星團的位置、以及250個最亮的類星體。
- 在圖集中的非星天體都有指出類型的標識。
- 星圖的比例尺是100”/mm，以匹配8英吋f/10的施密特-卡塞格林望遠鏡。
- 恆星的星等是依據Johnson V。
- 距離太陽200光年以內的恆星附有距離標籤。Distance labels are given for stars
- 自行超過0.2”/yr的恆星會以適當的箭頭標示。
- 變星會指出類型和振幅。
- 數以千計新發現和已知的雙星會敘述分離的位置角和分離度。

自1997年以來，主要的天文圖集也已和依巴谷衛星和第谷目錄的資料結合。這些包括Sky Atlas 2000.0（星等至8.5等的第二版）、劍橋星圖（星等至6.5等的第三版）、Uranometria 2000.0（星等至9.7等的第二版）、亮星星表2000.0（星等至6.5等）、和口袋星圖（星等至7.6等）。